# Hanna Reitsch
Hanna Reitsch (ur. 29 marca 1912 w Jeleniej Górze, zm. 24 sierpnia 1979 we Frankfurcie nad Menem) – niemiecka pilot, oblatywaczka, rekordzistka sportów szybowcowych i honorowa kapitan lotnictwa wojskowego, jedna z dwóch kobiet w historii Niemiec odznaczona Krzyżem Żelaznym I Klasy.

## Życiorys
Jej ojciec był lekarzem okulistą. Od dzieciństwa marzyła o lataniu; początkowo chciała być „latającym lekarzem” w Afryce. Zawsze po szkole jechała rowerem na lotnisko w Jeżowie Sudeckim koło Jeleniej Góry, gdzie uczyła się w szkole szybowcowej Wolfa Hirtha. W 1931, po otrzymaniu matury, uczęszczała do „Szkoły Kolonialnej dla Kobiet” w Rendsburgu. Od 1932 studiowała medycynę w Berlinie i Kilonii. W tym samym roku otrzymała licencję pilota po ukończeniu nauki w szkole lotniczej na lotnisku Berlin-Staaken i jeszcze tego samego roku ustanowiła rekord długości lotu dla kobiet (5,5 godziny w powietrzu).
W roku 1933 została nauczycielką lotnictwa w szkole lotniczej na Kaltes Feld koło Schwäbisch Gmünd. W latach 1933–1934 uczestniczyła w wyprawie badawczej do Brazylii i Argentyny. Po powrocie do Niemiec ustanowiła w 1936 kolejny rekord długości lotu dla kobiet (305 km).
W 1934 porzuciła studia i poświęciła się całkowicie lotniczej pasji, a decyzję tę przyśpieszyła propozycja podjęcia pracy w charakterze pilota doświadczalnego w Niemieckim Szybowcowym Instytucie Badawczym, którą przyjęła. Odtąd oblatywała wszystkie nowe konstrukcje szybowcowe powstające w Niemczech.
Została znanym pilotem śmigłowców, w tym np. Fw 61, na którym w 1938 wykonała liczący się przelot z Berlina do Bremy (229 km) i jako pierwsza kobieta w historii lot wewnątrz budynku – w Deutschlandhalle w Berlinie.

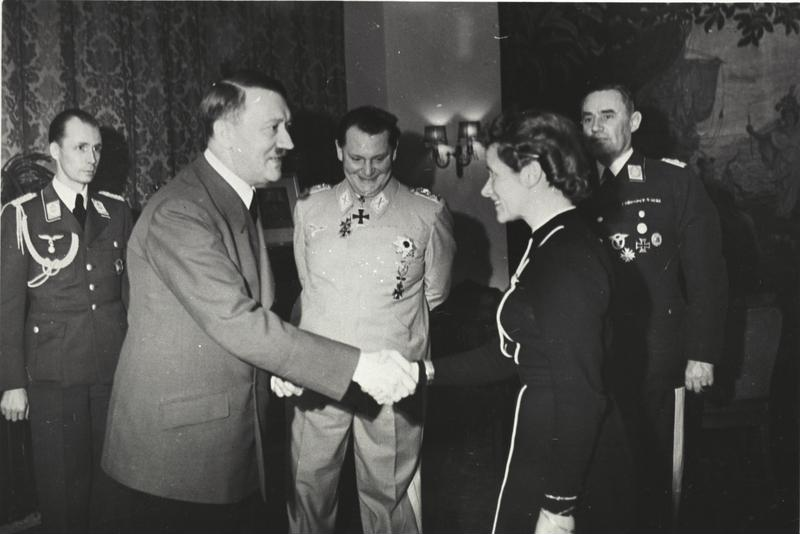
Adolf Hitler dekoruje Hannę Reitsch Krzyżem Żelaznym II Klasy, w środku dowódca Luftwaffe Hermann Göring; marzec 1941

Jej sukcesy sportowe i popularność, sprawiły, że stała się wielką gwiazdą nazistowskiej propagandy, chętnie wcielając się w nową rolę.
Od 1937 zaczęła współpracować z Luftwaffe jako wojskowy pilot-oblatywacz w centrum badawczym lotnictwa wojskowego w miejscowości Rechlin. Testowała nowe modele samolotów myśliwskich, bombowców, samolotów i szybowców transportowych. W tym samym roku Ernst Udet nadał jej jako pierwszej kobiecie w historii, tytuł honorowego kapitana lotnictwa i jednocześnie jako pierwsza kobieta odbyła lot szybowcem nad Alpami.
W 1939 ustanowiła kolejny rekord lotu do celu. Testowała szybowce transportowe DFS 230, samoloty bombowe Dornier i Heinkel. W 1942 jako pierwsza kobieta w historii, odbyła lot samolotem odrzutowym Messerschmitt.
Miała poważny wypadek podczas jednego z oblotów rakietowego myśliwca Messerschmitt Me 163, gdy podczas startu nie odczepił się od samolotu wózek z kołami podwozia – lądowała kapotując i doznając licznych obrażeń. Do latania wróciła po 10 miesiącach leczenia i rehabilitacji.
Wraz z innymi pilotami testowymi, wykryła przyczyny niepowodzeń podczas prób z bronią V1 – odbywając loty w miniaturowej, stworzonej do badań kabinie, wewnątrz latającej bomby V1.
Zimą 1943/44 r. uczestniczyła w opracowaniu planu wykorzystania oddziału pilotów-samobójców wzorujących się na japońskich (kamikaze), do ataków na cele alianckie. Propozycja ta, przedstawiona Hitlerowi w Obersalzbergu w lutym 1944 po uroczystości wręczenia Krzyża Żelaznego, nie znalazła jednak jego uznania.
Wielokrotnie odnosiła rany w czasie lotów testowych. Za zasługi dla lotnictwa wojskowego odznaczona została Krzyżem Żelaznym II (w marcu 1941) i I Klasy (28 lutego 1944) oraz Złotą Odznaką Pilota-Obserwatora z Brylantami.
Pod koniec wojny jej przełożony Robert von Greim otrzymał rozkaz przybycia do oblężonego przez Armię Czerwoną Berlina i dotarł tam samolotem wraz z Reitsch z dnia 26 kwietnia 1945. Usiłowała tam namówić Adolfa Hitlera do ucieczki, ale odmówił. Z wielkim trudem udało jej się wylecieć z Berlina i w maju trafiła do amerykańskiej niewoli, gdzie przebywała 15 miesięcy.
Przez kilka lat po wojnie obywateli niemieckich obowiązywał zakaz latania samolotami. Dopiero w 1952 Reitsch wzięła udział (jako jedyna kobieta) w lotniczych mistrzostwach świata w Hiszpanii, gdzie zajęła 3 miejsce. Od roku 1954 pracowała jako pilot testowy w Darmstadt, a w roku 1959 wyjechała do Indii, aby w ramach programu rządowego rozbudować lotnictwo transportowe. W 1961 odwiedziła Biały Dom na zaproszenie prezydenta Johna F. Kennedy’ego. Od 1962 do 1966 roku w Ghanie wybudowała i prowadziła szkołę szybowcową. W latach 70. XX w. zdobyła wiele rekordów lotniczych.
Latała do ostatnich dni życia, zmarła na atak serca w wieku 67 lat we Frankfurcie nad Menem i została pochowana na cmentarzu komunalnym w Salzburgu (Salzburger Kommunalfriedhof).

## Odznaczenia
- Krzyż Żelazny I Klasy – 28 lutego 1944
- Krzyż Żelazny II Klasy – marzec 1941
- Złota Odznaka Pilota-Obserwatora z Brylantami

## Rekordy lotnicze
- 1932: rekord długości lotu dla kobiet (5,5 godziny)
- 1936: rekord długości trasy przelotu dla kobiet (305 km)
- 1937: pierwszy przelot nad Alpami (jako kobieta)
- 1939: rekord lotu do celu dla kobiet
- 1952: 3 miejsce w mistrzostwach świata w Hiszpanii
- 1955: 1 miejsce mistrzostwa Niemiec
- 1956: niemiecki rekord długości trasy przelotu dla kobiet (370 km)
- 1957: niemiecki rekord wysokości trasy przelotu dla kobiet (6.848 m)
- 1970: niemiecki rekord długości trasy przelotu dla kobiet (ponad 500 km)
- 1971: 1 miejsce mistrzostwa świata dla kobiet
- 1972: niemiecki rekord szybkości przelotu dla kobiet
- 1977: niemiecki rekord przelotu do celu dla kobiet (ponad 644 km)
- 1978: 1 miejsce mistrzostwa świata dla kobiet

## Książki
Reitsch była autorką książek:
- Fliegen – Mein Leben (1951)
- Ich flog für Kwame Nkrumah (1968)
- Das Unzerstörbare in meinem Leben (1975)
- Höhen und Tiefen – 1945 bis zur Gegenwart (1978)